# Guangxu

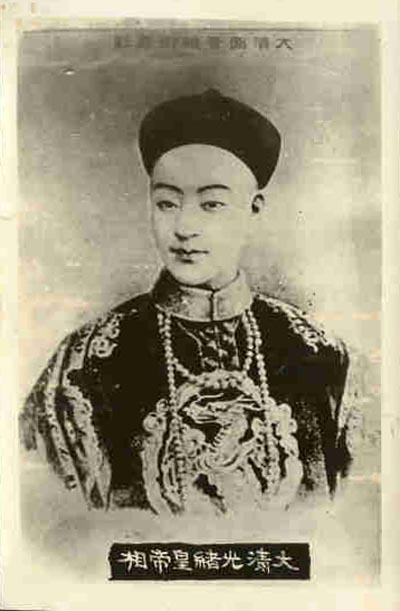

Guangxu (sinogramme simplifié 光绪帝, sinogramme traditionnel 光緒帝, pinyin Guāngxùdì, Wade-Giles Kwang Hsu), né Zaitian (載湉) le 14 août 1871 et mort le 14 novembre 1908, est empereur de Chine de la dynastie Qing de 1875 à 1908.

## Ascendance
Zaitian est le fils de Yixuan, prince Chun, lui-même septième fils de l'empereur Daoguang, et de Yehenara Wanzhen, sœur de l'impératrice Cixi.

## Avènement sur le trône
À la mort de l'empereur Tongzhi en 1875, l'impératrice douairière Cixi pousse son neveu Guangxu, âgé de trois ans, sur le trône.

## Mariages

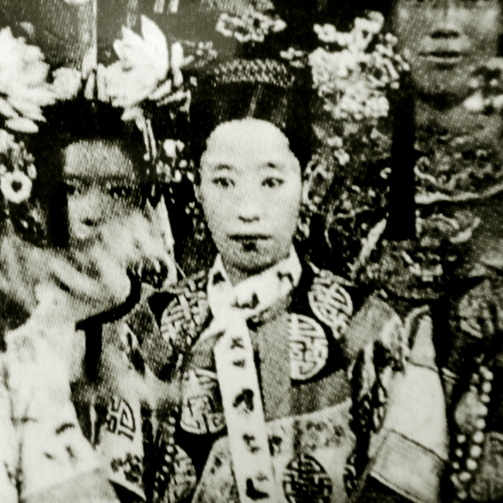
L'impératrice Xiaodingjing.

Le 26 février 1889, il épouse Xiaodingjing, qui porte le titre d'impératrice, dont il n'eut aucune descendance.
Il eut deux concubines :
- Concubine Jin (en) ;

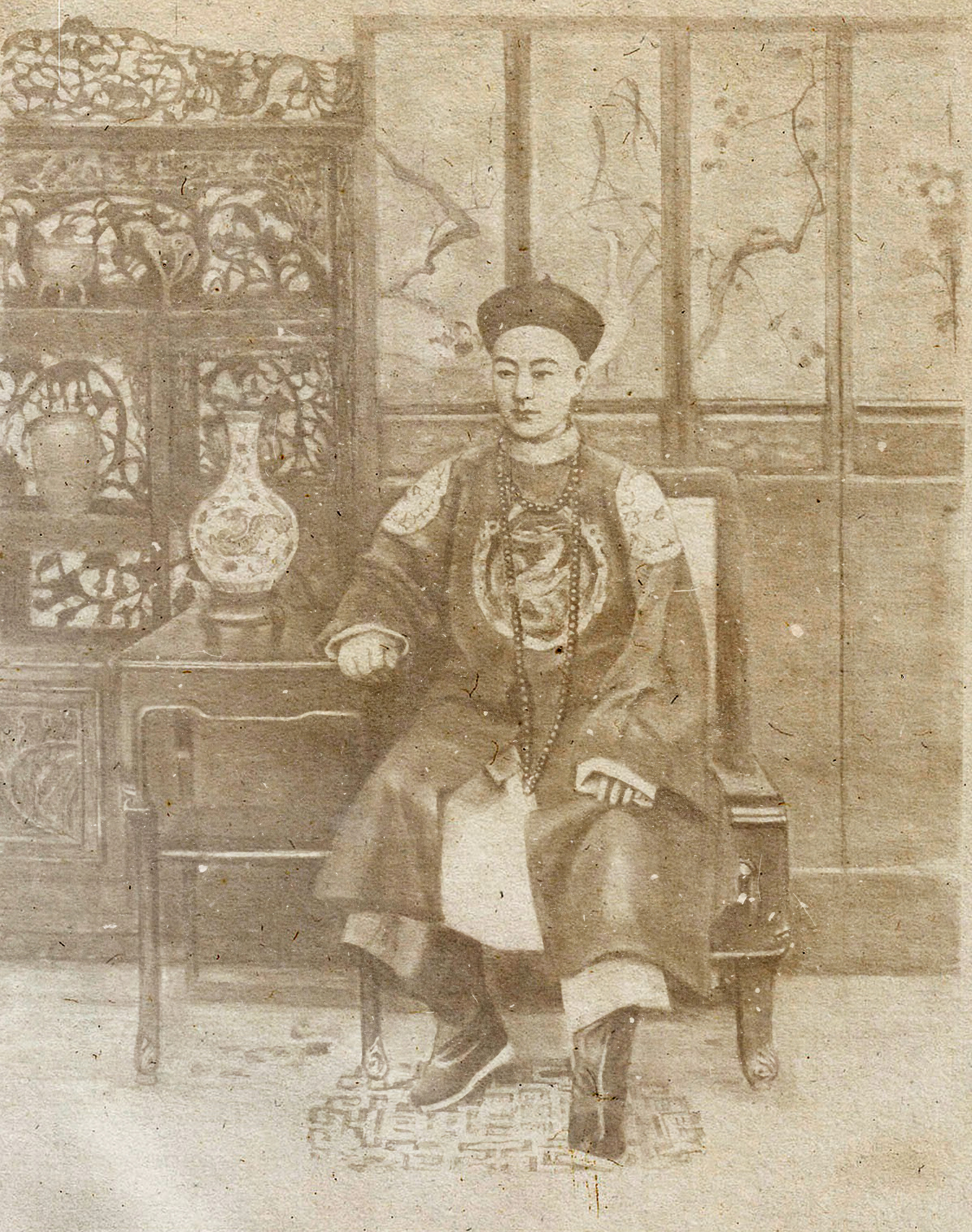
Portrait de l'empereur,.

- Concubine Zhen, connue des étrangers sous le nom de « Perle » (Pearl). Elle soutient Guangxu lors de la Réforme des Cent Jours de 1898. Pour la punir, elle est jetée dans un puits sur ordre de Cixi [4].

## Règne

### Réforme des Cent Jours
À sa majorité, Guangxu voudrait s'intéresser personnellement aux affaires du gouvernement mais il demeure dans les faits la marionnette de Cixi. En 1898, Guangxu veut faire évoluer l'Empire en lançant le mouvement dit de la réforme des Cent Jours. Guangxu tente de modifier profondément le système politique de son pays, réformant plus ou moins adroitement les institutions chinoises, suivant le modèle occidental.

### Coup d'État de Cixi
Sa tante organise alors le 21 septembre un coup d'État avec les conservateurs. Le 28 septembre, sont ordonnées six exécutions capitales exemplaires : Tan Sitong, Kang Guangren, (frère de Kang Youwei), Lin Xu, Yang Shenxiu, Yang Rui, et Liu Guangdi désignés dans l'historiographie chinoise sous le nom des « Six gentilshommes » ou les « Six hommes intègres » (戊戌六君子, wùxū liù jūnzǐ, « Six gentilshommes de Wuxu »), sont exécutés par décapitation le 28 septembre 1898.
Des dirigeants réformistes fuient à l'étranger : Kang Youwei, Liang Qichao fondent au Japon la Baohuang Hui (保皇会, « Société pour protéger l'empereur »). L'empereur est « reconnu incapable de gouverner », selon un communiqué du palais, et Cixi prend en charge la régence de l'empire.
Le 18 octobre 1898, le Dr Claude Dethève, médecin de la légation de France à Pékin, est appelé en consultation auprès de l'empereur Guangxu pour un examen médical. Le médecin conclut à une maladie du rein.
Par la suite, l'empereur, détenu au sein du Nouveau Palais d'été, ne devait plus retrouver le pouvoir, et vécut dans l'humiliation et le secret jusqu'à sa mort subite le 14 novembre 1908, à 37 ans. Et Cixi meurt le lendemain de la mort de Guangxu.
C'est le dalaï-lama Thubten Gyatso qui conduit les rituels funéraires et rédige l’éloge funèbre de l'empereur.

## Assassinat

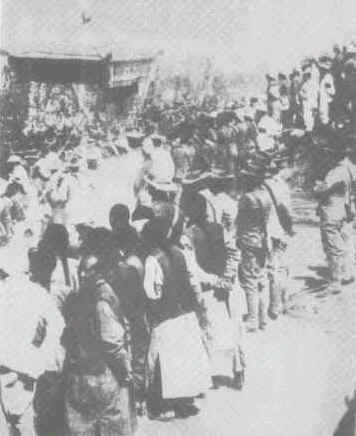
Le cortège funèbre de l'empereur Guangxu.

Selon une information diffusée en novembre 2008 par l'agence de presse Chine nouvelle (Xinhua 新华社) et reprise par le journal Le Monde, l'empereur serait mort empoisonné à l'arsenic, à l'instigation de Cixi. En effet, des analyses scientifiques, dont certaines par activation neutronique, auraient révélé dans deux cheveux, deux clavicules, une côte et un os, un taux de contamination par ce poison de 2 400 fois supérieur à la normale.
Selon Pu Liang, ministre des Rites de la Cour, un eunuque a apporté un yaourt à l'arsenic à Guangxu, peu avant sa mort.

## Succession
Cixi désigne comme futur empereur un enfant de deux ans, son petit-neveu Puyi, de son nom personnel Aixinjueluo Puyi, de son nom de règne Xuantong, le dernier empereur de Chine (1908-1912). La mort de Cixi survient le 15 novembre 1908, le lendemain de la mort subite de Guangxu. Puyi monte sur le trône le mois suivant. 